# William Henry Finlay
William Henry Finlay, né le 17 juin 1849 à Liverpool et mort le 7 décembre 1924 au Cap en Afrique du Sud est un astronome sud-africain.

## Biographie
Il est premier assistant à l'observatoire du Cap de 1873 à 1898 sous la responsabilité d'Edward James Stone. Il découvrit le comète périodique 15P/Finlay. Auparavant, il est l'un des premiers à repérer la grande comète de septembre 1882, C/1882 R1. Les premières mesures de longitude télégraphiques le long de la côte occidentale de l'Afrique sont faites par Finlay et T. F. Pullen.